# Silius
Silius (sardinsky: Silìus) je italská obec (comune) v provincii Sud Sardegna v regionu Sardinie. Nachází se ve výšce 585 metrů nad mořem a má přibližně 1 000 obyvatel. Rozloha obce je 38,36 km².